# Starship (banda)
Starship es una banda estadounidense de rock, establecida en 1983 a raíz de la salida de Paul Kantner de la banda Jefferson Starship (quien fuera fundador de la legendaria banda Jefferson Airplane) y que ocasionó problemas legales con el uso del nombre, lo que generó que el cambio en su estilo musical, la ausencia de personalidades importantes de Jefferson Starship y su nuevo nombre, le dieran una nueva identidad. Tuvieron varios éxitos entre los que destacan "Nothing's Gonna Stop Us Now" y "We Built This City".

## Historia
En junio de 1983, Paul Kantner (el último miembro fundador de Jefferson Airplane) abandona Jefferson Starship e inicia acciones legales contra sus antiguos compañeros por el uso del nombre "Jefferson Starship", por lo cual llegan a firmar un acuerdo en el cual ambas partes se comprometían a no usar los nombres "Jefferson" ni "Airplane", salvo que todos los miembros de Jefferson Airplane Inc. (Bill Thompson, Paul Kantner, Grace Slick, Jorma Kaukonen y Jack Casady) estuvieran de acuerdo. La banda cambia su nombre a Starship Jefferson por un breve período de tiempo, mientras las acciones legales se llevaban a cabo, aunque luego reducirían definitivamente su nombre a Starship. 

### "Nothing's Gonna Stop Us Now"
En 1987, el sencillo "Nothing's Gonna Stop Us Now", tema escrito por Albert Hammond, es incluido en la película Mannequin y alcanza el número 1 en los rankings. En el video aparecen los miembros de la banda Grace Slick, Mickey Thomas, Craig Chaquico, Donny Baldwin y Pete Sears.
En aquel momento, la canción convirtió a Grace Slick en la cantante femenina de mayor edad en lograr llegar al número uno en el Top 100 de la revista Billboard, a los 47 años de edad (mantuvo este récord hasta el año 1999, cuando Cher, con 52 años, logró el número uno con "Believe").

## Discografía

### En estudio
- Knee Deep in the Hoopla (1985)
- No Protection (1987)
- Love Among the Cannibals (1989)
- Loveless Fascination (2013)

### Compilaciones
- Greatest Hits (Ten Years and Change 1979-1991) (1991)
- The Best of Starship (1993)
- Forever Gold (2003)
- Platinum and Gold Collection (2004)
- Playlist: The Very Best of Starship (2012)

## En los videojuegos
Starship tiene una participación en el juego Grand Theft Auto V con una de sus canciones más reconocidas, "We Built This City", en la estación Los Santos Rock Radio.